# Василије Божић
Василије Божић (19. век) био је српски сликар и иконописац из Вршца.

## Биографија
Василије Божић је насликао 1842. Мртву природу и Христос спасава Светог Петра из Тамнице. Ово су једина сачувана Божићева дела и оба се налазе у збирци Јоце Вујића.